# Yaylaalan, Manavgat
Yaylaalan là một xã thuộc huyện Manavgat, tỉnh Antalya, Thổ Nhĩ Kỳ. Dân số thời điểm năm 2011 là 499 người.